# Kyrkheddinge kyrka
Kyrkheddinge kyrka är en stenkyrka mitt i samhället Kyrkheddinge som ligger några kilometer öster om Staffanstorp. Kyrkan tillhör Sankt Staffans församling i Lunds stift.

## Kyrkobyggnaden
Kyrkobyggnaden härstammar från 1100-talet men byggdes ut under 1400-talet och 1800-talet. Kyrkan hade ursprungligen ett brett torn, men dess övre delar revs år 1869 och nuvarande kyrktorn byggdes.

## Inventarier
- Dopfunten av sandsten härstammar från 1100-talets slut och tillhör de äldre inventarierna. Dopfatet i mässing är från 1600-talet
- Predikstolen sägs härstamma från 1600-talet. Den föreställer Eva och Adam med ormen i paradiset samt fyra djur som representerar evangelisterna. Saliga äro de som höra Guds ord och gömma det står skrivet på den. Under 1800-talet gjordes stolen om, men år 1957 återställdes det tidigare utseendet.
- Altaruppsatsen härstammar från 1800-talet och föreställer Kristi uppståndelse. Tidigare fanns en äldre altaruppsats här, men den har flyttats till Historiska museet i Lund.
- Altarljusstakarna i mässing är från 1669.
- Triumfkrucifixet härstammar från 1400-talets slut.

### Orgel
- Tidigare användes ett harmonium i kyrkan.
- Den nuvarande orgeln byggdes 1938 av A. Mårtenssons Orgelfabrik AB, Lund och är en pneumatisk orgel.

| Manual I            | Manual II                            | Pedal      | Koppel   |
| Kvintadena 16´      | Rörflöjt 8´                          | Subbas 16´ | I/P      |
| Principal 8´        | Salicional 8´                        | Cello 8´   | II/P     |
| Flûte harmonique 8' | Woix celeste 8'                      |            | II/I     |
| Gamba 8'            | Spetsflöjt 4'                        |            | I 4'/I   |
| Oktava 4'           | Nasat 2 2/3'                         |            | II 16'/I |
|                     | Waldflöjt 2'                         |            | II 4'/I  |
|                     | Ters 1 3/5' (Utbytt till Trumpet 8') |            |          |